# La Sagrada Familia con santa Ana (El Greco, Hospital de Tavera)
La Sagrada Familia con santa Ana es una obra del Greco, que se halla en el Hospital de Tavera de Toledo. Es el prototipo del segundo modelo que este pintor dedicó al tema de la Sagrada Familia. Existe una copia en el Museo de Bellas Artes de Budapest.

## Temática de la obra
El episodio de la Sagrada Familia con santa Ana no consta en los evangelios canónicos, pero es verosímil, y debía ser emocionante para la mentalidad popular, sin contrariar a la iglesia de la Contrarreforma.

## Introducción
En el catálogo razonado de obras del Greco —realizado por Harold Wethey— constan cuatro formas mediante las cuales este pintor representó a la Sagrada Familia:
1. El tipo I, representado por La Sagrada Familia (Sociedad Hispánica de América);
2. El tipo II, representado por el presente lienzo;
3. El tipo III, representado por La Sagrada Familia con María Magdalena
4. El tipo IV, representado por La Sagrada Familia con santa Ana y san Juanito.

## Análisis de la obra

### Datos técnicos y registrales
- Hospital de Tavera de Toledo, Fundación Casa Ducal de Medinaceli.
- Pintura al óleo sobre lienzo;
- Datación: hacia 1595-1596, según Wethey (1590-1595, según F.Marías);[3]
- Dimensiones: 127 x 106 cm;
- Consta con el n º. 85 en el catálogo de Wethey, y tiene la referencia 83-a en el de Tiziana Frati.[4]

### Descripción de la obra
En esta versión, las imágenes de san José y de la Virgen de la Leche derivan del modelo anterior —del tipo I— ampliado aquí con la presencia de santa Ana.
Como en las obras producidas por el Greco en Roma, este cuadro es muy vívido y próximo al espectador. Destacan su luminosidad y la estilización de los personajes, aunque los pesados ropajes no permiten contemplar sus anatomías, con excepción de la de la Virgen y la del Niño Jesús.
El rostro de la Virgen difiere del que está pintado en el tipo I, pero es también muy hermoso, constituyendo una de las imágenes más conocidas de toda la producción del Greco. Por su belleza y humanidad, se ha especulado que se trate de una idealización de Jerónima de las Cuevas, madre de Jorge Manuel Theotocópuli, y el único amor conocido del Greco. La túnica de la Virgen es rosada como en el tipo I, pero aquí se ve hasta la cintura, También su manto sigue siendo azul, cubriendo toda la falda. San José es el mismo hombre joven, vestido con un manto de color amarillo, situado detrás de María y a la derecha de la composición. Pero su actitud ha cambiado, en tanto ahora su mano izquierda acaricia delicadamente el pie izquierdo del Niño.
Como en el modelo anterior, el Niño no está idealizado. Por contra, está representado demasiado grande, de forma naturalista y un tanto desagradable. Muestra su género y su humanidad en lugar de su divinidad. Santa Ana está pintada como una mujer mayor, con una prenda blanca que le cubre parte del cuerpo y la cabeza, y con un manto marrón. Su mano derecha acaricia la cabeza del Niño. Como en el tipo I, el Greco prescinde de toda referencia ambiental. El fondo de la obra está constituido por un celaje azul con nubes blancas, formando una especie de nimbo azul alrededor de la cabeza de la Virgen.

### Localización
Esta obra fue donada al Hospital Tavera de Toledo por Teresa de Aguilera, viuda de Alonso Capoche. Es mencionada en esta institución por primera vez en el año 1631, en el ático del retablo lateral, donde permaneció hasta 1936.

## Versión del Museo de Bellas Artes de Budapest

Versión del Museo de Bellas Artes de Budapest

### Datos técnicos y registrales
- Museo de Bellas Artes de Budapest, n º. inventario: 50.755;[13]
- Pintura al óleo sobre lienzo;
- Dimensiones: 138 × 103.5 cm;
- Datación: hacia 1610-20;
- Consta con el n º. X-98 en el catálogo de Wethey, y tiene la referencia 83-b en el de Tiziana Frati.

### Comentario sobre la obra
Según H.E. Wethey, se trata de una copia mediocre del lienzo del Hospital de Tavera. Obra autentificada, según el catálogo del citado museo de 1967. Actualmente, dicho museo la considera obra del taller.

### Procedencia
- P. Tronchet, París;
- Marcell Nemes, Budapest (venta en París, Galerías Manzi, 17-18 de junio de 1913, número 33)
- Sedelmeyer, París (venta en 1913, número 53)
- Barón André Herzog, Budapest.[16]